# سیارک ۱۴۷۲۸
سیارک ۱۴۷۲۸ (به انگلیسی: 14728 Schuchardt، نامگذاری:2000DY14)۱۴۷۲۸مین سیارک کشف شده‌است که در ۲۶ فوریه ۲۰۰۰ کشف شد.